# 卡爾金斯 (蒙大拿州)
卡爾金斯（英語：Calkins）是位於美國蒙大拿州馬爾縣的鬼鎮。

## 歷史
卡爾金斯的郵局於1915年設立，其後於1930年停運。

## 地理
卡爾金斯所處的海拔為高於海平面1547米（即5076英呎），而該地所採用的時區為UTC-7，即北美山地時區（MST）。同時該地設有夏令時間，為UTC-7調快一小時，即UTC-6（MDT）。